# Лука Драч
Лука Драч (алб. Porti i Durrësit) је највећа лука у Албанији. Лука се налази у граду Драчу. Изгледа као вештачки базен који се формира између два мола. Размак између два мола износи 183 m (600 ft). Лука се налази у северном делу Драчког залива, простире се на површини од око 80 хектара.
Од 2014. године, лука се рангира као највећа путничка лука у Албанији и једна од највећих лука у Јадранском мору, са годишњим прометом око 1,5 милиона путника. Рибарска лука се налази на северном крају источног мола.. Неколико бродских олупина се налазе близу улазног канала у луку. of Durrës. Употреба тегљача је обавезна у луци Драч. Од 2011. године лука се значајно реновира и проширује. У луци је запошљено 623 (2009).

## Историја
Епидамнос (Драч) је освојио Глаук, краљ Илирије 312 п. н. е., али у рату са Римском Републиком, који је завршен 229 п. н. е. поразом Илирије, град прелази у влашћу Римљана, који ту оснивају велику војну и поморску базу. Римљани су град преименовали у Диракијум (грч. : Δυρράχιον/Dyrrhachion). Сматрали су да је име Епидамнос непримерно због његове случајне сличности са латинском речи "damnum", што значи "губитак" или "повреда". Значење Диракијума ("лош гребен" или "тешки гребен" на грчком) није баш јасно али сматра се да се односи на импозантне литице у близини града. Под Римљанима Диракијум је просперирао, налазио се на западном крају великог римског пута “Via Egnatia“, који је водио до Солуна, а касније до Константинопоља. Још један мањи пут је водио јужно до римског града "Buthrotum", садашњег Бутринта. Римски цар Август је у граду основао колонију за ветеране својих легија након битке код Акцијума, прогласивши га "civitas libera" (слободни град).
Око 430. године се ту родио цар Анастасије I. Касније у том веку, Диракијум је погодио снажан земљотрес који је уништио градске бедеме. Анастасије I је реконструисао и обновио градске зидине и на тај начин створио најаче утврђење на западном Балкану.
У доба сеобе народа био је изложен упадима варвара али је остао под управом Византијске империје и био главна веза царства са западном Европом.
Током трајања комунизма у Албанији, лука је носила име Енвер Хоџа по албанском вођи.